# Ferrari 250 GT Coupé
Der Ferrari 250 GT Coupé ist ein zweisitziger Sportwagen des italienischen Automobilherstellers Ferrari, der von 1958 bis 1960 produziert wurde. Um es von den bei Boano oder Ellena gebauten Vorgängern zu unterscheiden, wird das Auto auch inoffiziell als 250 GT Coupé Pininfarina bezeichnet, weil Carrozzeria Pininfarina den Aufbau dieser Fahrzeuge übernahm. Das 250 GT Coupé gehört zur weit gefächerten Modellfamilie Ferrari 250 und war während seiner Produktionszeit deren Grundmodell. Mit etwa 350 Fahrzeugen war es zugleich die bis dahin am häufigsten produzierte Variante. Mit ihm wurde Ferrari zu einem Serienhersteller.

## Hintergrund
Nach dem Ende des Zweiten Weltkriegs weitete das Modeneser Unternehmen Ferrari, dessen Anfänge im Rennsport liegen, seine Tätigkeit auf die Herstellung von Straßensportwagen aus. Nachdem Ferrari zunächst mehr oder weniger Einzelstücke gefertigt hatte, erschien 1953 die Modellfamilie 250 als eine auf europäische Märkte zugeschnittene Alternative zu den vielfach nach Übersee exportierten großen Ferrari-Modellen 340 und 375. Wie bei Ferrari üblich, gehörten sowohl Straßen- als auch Rennsportversionen zu der Baureihe 250. Abgesehen von dem nur 1953 produzierten 250 Europa baute Ferrari in alle Mitglieder der 250-Familie eine 3,0 Liter große Ausführung des kurzen Zwölfzylindermotors von Gioacchino Colombo ein. Der Motor war Namensgeber der gesamten Modellfamilie: Der Zahlencode 250 leitet sich von dem (gerundeten) Hubraum eines einzelnen Zylinders ab.
Die Fertigung von Straßenautos begann bei Ferrari langsam. Vom 250 Europa (1953) und seinem Nachfolger 250 Europa GT (1954) entstanden jeweils weniger als 100 Autos. Mit dem 1955 vorgestellten 250 GT, den die Karosseriewerke Boano und Ellena aufbauten, erreichte Ferrari erstmals niedrige dreistellige Stückzahlen. Der 1958 vorgestellte Nachfolger 250 GT Coupé Pininfarina wurde dagegen in zwei Jahren etwa 350-mal gebaut. Es war das bis dahin am weitesten verbreitete Ferrari-Modell. Mit ihm war Ferrari ein „echter Serienhersteller“ geworden.
Das komfortbetone 250 GT Coupé war gleichsam das Grundmodell der 250-Reihe. Parallel dazu bot Ferrari mehrere von ihm abgeleitete Fahrzeuge mit spezieller Ausrichtung an:
- Das 250 GT Pininfarina Cabriolet war die offene Version des Coupés. Die zweite Serie war formal an das GT Coupé angepasst.
- Der 250 GT Berlinetta LWB war eine besonders sportliche Version mit eigenständiger Aluminiumkarosserie.
- Der 250 GT California Spyder war das offene Gegenstück zum 250 GT Berlinetta LWB und dessen Nachfolger.

1960 löste Ferrari das 250 GT Coupé durch den größeren 250 GT 2+2 ab.

## Beschreibung

### Motor und Antrieb

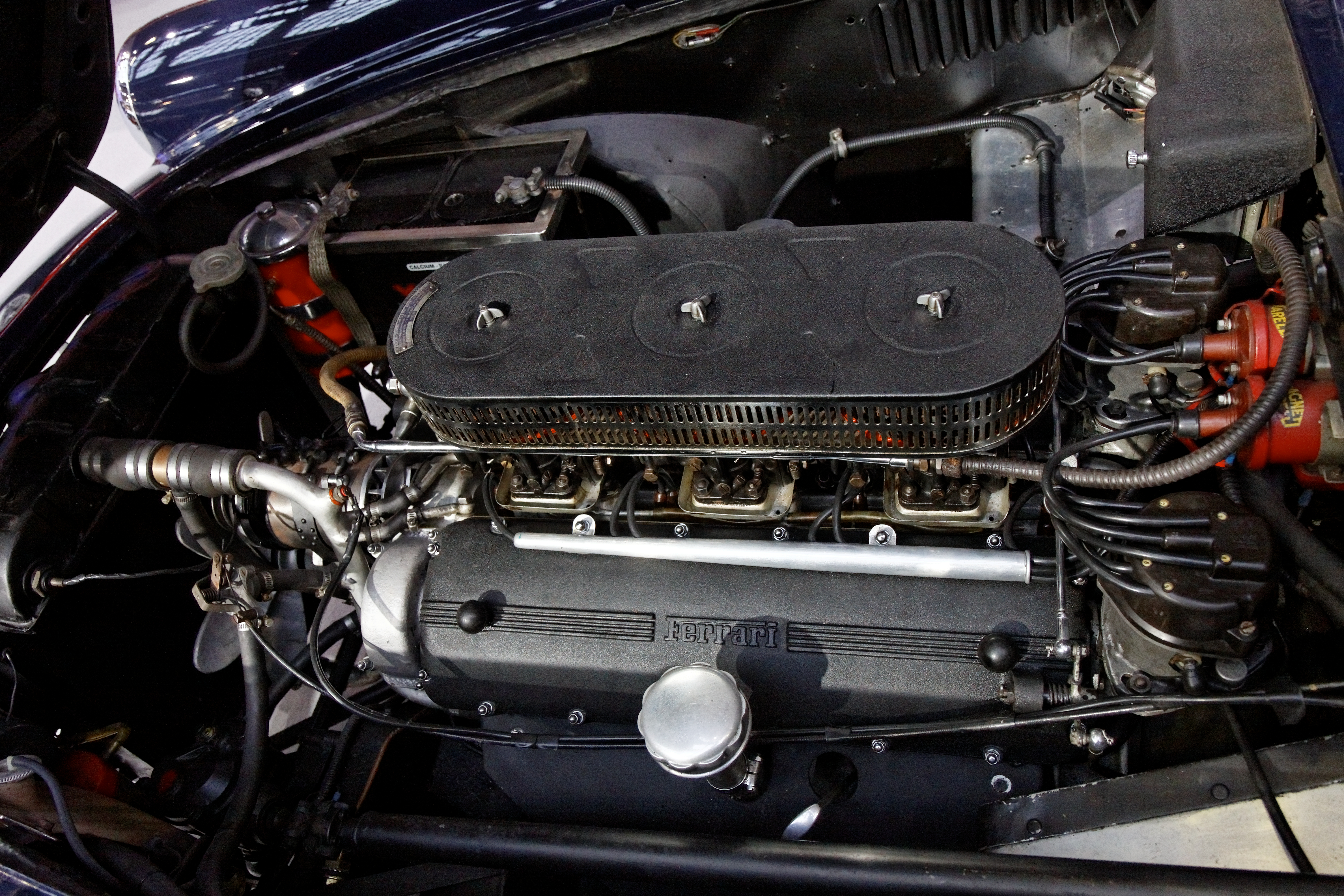
Tipo-128-Zwölfzylinder

Der Antrieb des 250 GT Coupé entspricht im Wesentlichen dem des Vorgängermodells. Wie dieses hat das Coupé eine Variante des Short-Block-Zwölfzylinders, der auf eine Konstruktion von Gioacchino Colombo aus dem Jahr 1947 zurückgeht und der sich in ähnlicher Form auch in den anderen Modellen der Ferrari-250-Familie findet. Der Zwölfzylindermotor hat einen Hubraum von 2953 cm³ (Bohrung × Hub: 73 × 58,8 mm). Der Zylinderbankwinkel beträgt 60 Grad. Jede Zylinderreihe hat eine obenliegende Nockenwelle, die von einer Kette angetrieben wird. Für jeden Zylinder gibt es ein Ein- und ein Auslassventil. Die Gemischaufbereitung übernehmen drei Doppelvergaser von Weber (Typ 36DCF). Die Motorleistung beträgt 240 PS (177 kW) bei etwa 7000 Umdrehungen pro Minute.
Die im 250 GT Coupé eingebaute Variante des Colombo-Motors trägt die Bezeichnung Tipo 128. Die Motoren wurden im Laufe des Produktionszyklus schrittweise weiterentwickelt. Anfänglich wurde die Version Tipo 128C eingebaut. Nach einiger Zeit trat der Tipo 128D mit zwei Zündverteilern an seine Stelle und zuletzt der Tipo 128F. Bei ihm waren die Zündkerzen nicht mehr wie bisher im Innern des durch die Zylinderbänke gebildeten V installiert, sondern außen und jeder Zylinder bekam einen eigenen Einlasskanal im Zylinderkopf.
Die Kraft wird über ein handgeschaltetes Vierganggetriebe übertragen. Bei den 1960 gefertigten Exemplaren wurde serienmäßig ein elektrisch zuschaltbarer Overdrive von Laycock-de Normanville eingebaut. Zur Wahl standen fünf verschiedene Hinterachsübersetzungen.

### Chassis
Das Chassis des 250 GT ähnelt ebenfalls dem des 250 GT Boano/Ellena. Hier wie dort ist es die Tipo 508 genannte Konstruktion. Grundlage ist ein Rahmen aus ovalen Stahlrohren. Der Radstand beträgt wie beim Vorgänger 2600 mm.
Ebenso wie der Motor wurde auch das Fahrwerk im Laufe der Produktionszeit in einigen Einzelheiten weiterentwickelt. Die vorderen Räder sind bei allen Modellen einzeln an Doppelquerlenkern aufgehängt, mit Schraubenfedern hydraulischen Houdaille-Hebelstoßdämpfern und Stabilisator. Hinten hat der 250 GT eine Starrachse mit zwei längs angeordneten Blattfedern, dazu zwei Längslenker. Anfänglich baute Ferrari auch hinten Houdaille-Stoßdämpfer ein; die letzten, 1960 entstandenen 250 GT Coupé haben allerdings hinten Teleskopstoßdämpfer. Die ersten Modelle haben noch wie der Vorgänger an allen vier Rädern hydraulisch betätigte Trommelbremsen, die ab 1959 gefertigten Autos haben dagegen serienmäßig rundum Scheibenbremsen.

### Karosserie

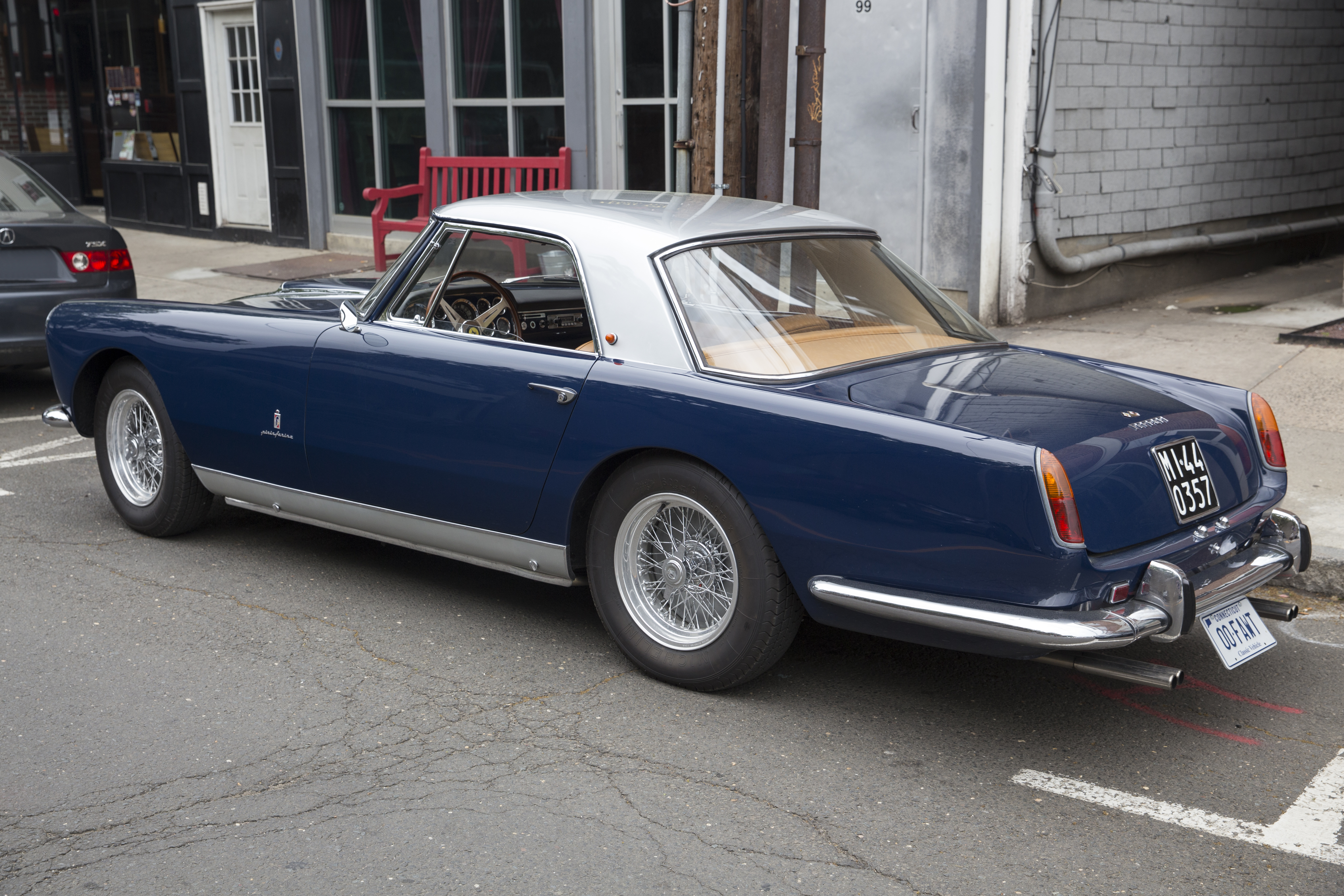
Strenge Trapezlinie: Ferrari 250 GT Coupé

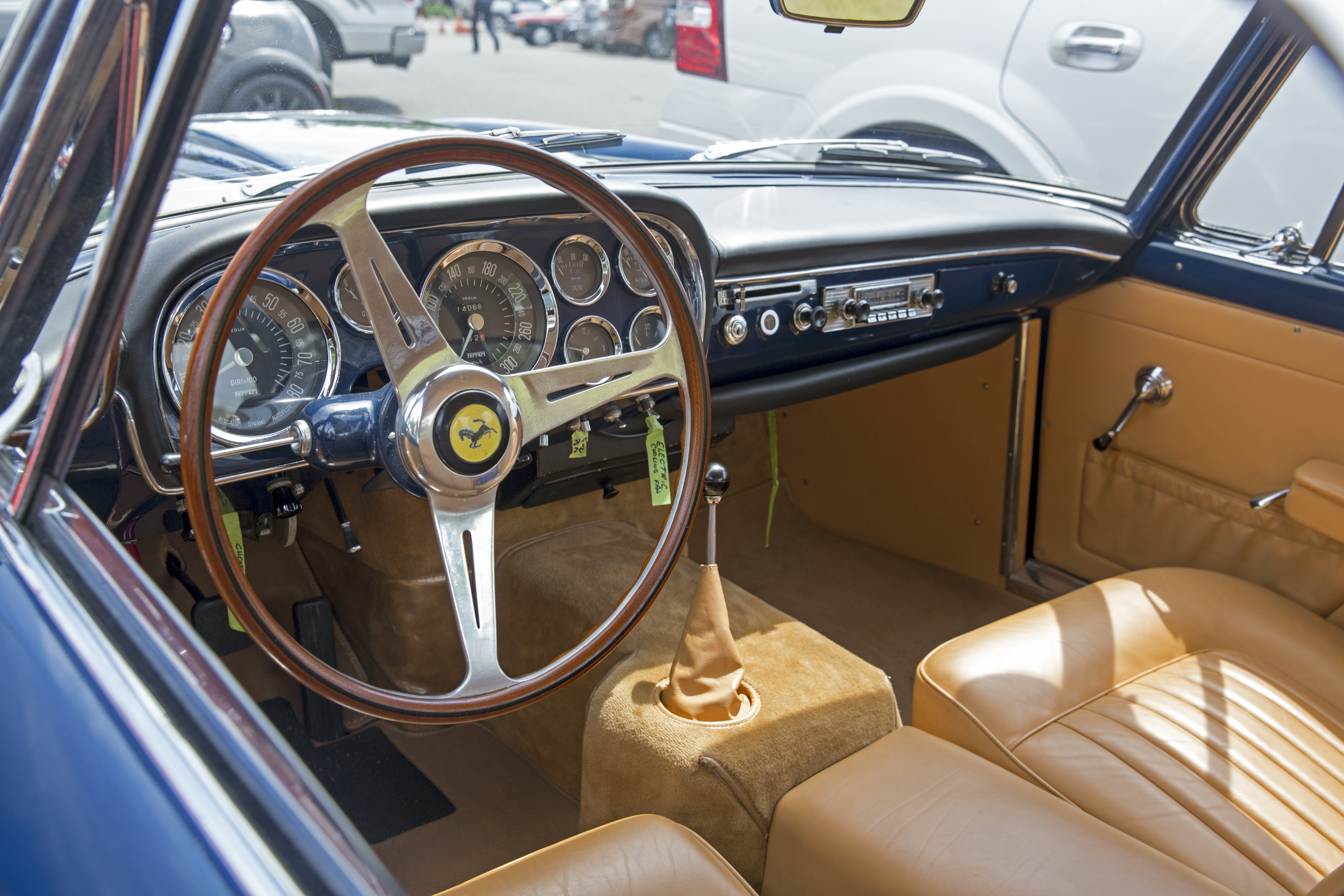
Interieur

Die Karosserie des 250 GT Coupé besteht aus Stahl. Anders als bei den Vorgängermodellen gibt es keine Varianten mit Aufbauten aus Aluminiumblechen.
Das Design ist eine Arbeit Pininfarinas. Das grundsätzliches Layout des Aufbaus – sehr lange Motorhaube, kurze Fahrgastzelle und knappes Stufenheck – folgt dem des Vorgängers, allerdings gestaltete Pininfarina die Karosserie im Detail völlig neu. Kein Blech- oder Glasteil ist mit den Vorgängern 250 GT Boano/Ellena austauschbar. Die Gürtellinie ist deutlich niedriger; die Fensterflächen sind proportional größer. Der kantige Dachaufbau folgt der sogenannten Trapezlinie, die Pininfarina zu dieser Zeit bei vielen seiner Entwürfe bevorzugte. Zwei Prototypen waren mit hinteren Panoramascheiben ausgestattet, beim Serienmodell verzichtet Ferrari auf dieses Designmerkmal. Front- und Heckscheibe sind annähernd im gleichen Winkel geneigt, beide Scheiben sind ungefähr gleich groß. Hintere Seitenfenster gibt es nicht.
Die Aufbauten der Serienmodelle sind weitestgehend gleich. Wegen des standardisierten Produktionsprozesses konnten Kundenwünsche nicht mehr so leicht berücksichtigt werden wie bei den früheren GTs. Abweichungen beschränken sich vor allem auf Details wie Stoßstangen. Das 250 GT Cabriolet übernahm in der zweiten Serie die Linienführung des GT Coupé.
Die Bewertung des Pininfarina-Designs ist zurückhaltend. Die Form des Coupés wurde als streng empfunden; Beobachter halten den Entwurf „nicht für eine Designikone.“ Einige Betrachter erinnerte die Karosserie des 250 GT Coupé an den US-amerikanischen Ford Thunderbird. In den USA erhielt der Ferrari deshalb auch den Beinamen „The Italian Thunderbird“.

## Produktion
Die Produktion des 250 GT Coupé begann im Oktober 1958. Bis zum Sommer 1960 entstanden zwischen 335 und 350 Exemplare, die sich auf die Fahrgestellnummern 0851GT bis 2081GT verteilen. Die Autos wurden in Pininfarinas neuem Werk in Grugliasco bei Turin aufgebaut.

## Prototypen und Sondermodelle
Anders als bei früheren Ferrari-GTs, gab es vom Coupé im laufenden Produktionszyklus keine Fahrzeuge mit Sonderkarosserien. Abweichende Aufbauten hatten lediglich die vier Prototypen, die Anfang 1958 entstanden; nach Produktionsende erhielt ein Chassis eine eigenständige Karosserie.

### Prototypen
Der zweite Prototyp (Chassisnummer 0853GT) hatte ein kleines Seitenfenster hinter den Türen und eine stark gewölbte Heckscheibe. Die Rückleuchten waren breit und befanden sich unmittelbar über der Stoßstange. Dieses Designmerkmal ging vier Jahre später beim Lancia Flavia Coupé in die Serienproduktion ein. Pininfarina verkaufte das Auto 1959 an Prinz Bertil von Schweden.

### Nembo Coupé
1965 kleidete das Karosseriewerk Neri e Bonacini ein 1959 hergestelltes Chassis (1623GT) neu ein. Das als Nembo GT bezeichnete Auto hat ein Fließheck und ausgestellte hintere Kotflügel. Der Aufbau folgte einem Entwurf von Tom Meade. Daneben entstanden zwei oder drei ähnlich gestaltete Spyder auf Fahrgestellen anderer Baureihen.

## Technische Daten
| Technische Daten Ferrari 250 GT Coupé | Technische Daten Ferrari 250 GT Coupé                                                 |
| ------------------------------------- | ------------------------------------------------------------------------------------- |
| Motor:                                | 12-Zylinder-V-Motor (Viertakt), Gabelwinkel 60°, vorne längs                          |
| Motortyp:                             | Tipo 128C Tipo 128D Tipo 128F                                                         |
| Hubraum:                              | 2953 cm³                                                                              |
| Bohrung × Hub:                        | 73 × 58,8 mm                                                                          |
| Leistung bei 1/min:                   | 240 PS (177 kW) bei 7000                                                              |
| Max. Drehmoment bei 1/min:            | 260 Nm bei 5000                                                                       |
| Verdichtung:                          | 9,5:1                                                                                 |
| Gemischaufbereitung:                  | 3 Fallstrom-Doppelvergaser Weber 36DCF                                                |
| Ventilsteuerung:                      | obenliegende Nockenwellen                                                             |
| Kühlung:                              | Wasserkühlung                                                                         |
| Getriebe:                             | 4-Gang-Getriebe ab 1960 mit Overdrive                                                 |
| Radaufhängung vorn:                   | Einzelradaufhängung Doppelte Dreiecksquerlenker, Schraubenfedern                      |
| Radaufhängung hinten:                 | Starrachse an Längsblattfedern ab 1960 Teleskopstoßdämpfer                            |
| Bremsen:                              | Trommelbremsen rundum (1958) Scheibenbremsen rundum (1959–1960), hydraulisch betätigt |
| Lenkung:                              | Schnecke und Rolle                                                                    |
| Karosserie:                           | Stahlblech oder Aluminium auf Ovalrohrrahmenchassis                                   |
| Spurweite vorn/hinten:                | 1354/1349 mm                                                                          |
| Radstand:                             | 2600 mm                                                                               |
| Abmessungen:                          | 4395× 1650× 1397 mm                                                                   |
| Leergewicht:                          | 1300 kg                                                                               |
| Höchstgeschwindigkeit:                | 210–260 km/h                                                                          |
| Stückzahl:                            | ca. 350                                                                               |